# Ebon
Ebon (marš. Epoon), atol od 22 otočića u sastavu Maršalovih Otoka, dio lanca Ralik.

## Zemljopis
Smješten na krajnjem jugu lanca Ralik, najjužnije je kopno Maršalovih otoka. Najbliži susjed mu je Namorik 114 km sjeverozapadno.
Središnja laguna površine 103,83 km 2 s oceanom je povezana prolazom Ebon Channel s južne strane atola.

## Stanovništvo
| broj stanovnika | 819   | 836   | 740   | 887   | 741   | 902   |
|                 | 1958. | 1967. | 1973. | 1980. | 1988. | 1999. |